# Руді Феллер
Ру́ді (Рудо́льф) Фе́ллер (нім. Rudolf Völler, *13 квітня 1960, Ганау, Гессен, Німеччина) — німецький футболіст і тренер.
Один з найкращих німецьких форвардів в історії, лідер атак збірної Німеччини протягом 1980-х років. Учасник трьох чемпіонатів світу і трьох чемпіонатів Європи. Віце-чемпіон світу 1986 року і чемпіон світу 1990 року.
Як тренер відомий насамперед роботою зі збірною Німеччини протягом 2000–2004 років, зокрема на «срібному» для команди чемпіонаті світу-2002.

## Клубна кар'єра
Народився 13 квітня 1960 року в місті Ганау. Починав займатися футболом у дитячій команді місцевого однойменного клубу, а 1975 року продовжив навчання у клубній структурі «Кікерс» (Оффенбах). Вже з наступного року почав залучатися до складу його основної команди, за яку провів три сезони у другому німецькому дивізіоні.

Феллер (ліворуч) у формі «Баєр 04» і Джанфранко Дзола («Парма») після гри команд у півфіналі Кубка УЄФА 1994/95

1980 року перейшов до лав клубу «Мюнхен 1860», з яким у першому сезоні не зміг утриматися в Бундеслізі, а наступного сезону, граючи у більш звичній для себе Другій Бундеслізі, продемонстрував непересічну результативність, забивши 37 голів у 37 іграх першості, чим зацікавив представників амбітніших команд.
Найпредметнішим був інтерес з боку «Вердера», до складу якого Феллер приєднався 1982 року. У складі бременської команди відразу отримав місце основного нападника і у першому ж сезоні з 23 забитими м'ячами став найкращим бомбардиром Бундесліги. В подальшому залишався основною рушійною силою атак бременського клубу, утім титулів у його складі за п'ять проведених сезонів так і не здобув. Середня результативність за цей період кар'єри Феллера у чемпіонаті склала 0,71 голу за матч.
1987 року уклав контракт з італійською «Ромою», у складі якого провів наступні п'ять років своєї кар'єри також у статусі лідера атак. Допоміг римлянам стати володарями Кубка Італії у розіграші 1990/91 років. Зокрема реалізував два пенальті у двоматчевому фіналі змагання (перемога «Роми» 4:2 над «Сампдорією»).
Згодом протягом 1992—1994 років захищав кольори французького «Марселя». У цьому клубі 1993 року здобув перемоги у чемпіонаті Франції та Лізі чемпіонів УЄФА.
Завершив професійну ігрову кар'єру на батьківщині, у клубі «Баєр 04», за команду якого досвідчений нападник виступав протягом 1994—1996 років.

## Виступи за збірну

### Євро-1984
Восени 1982 року нападника «Вердера» тренерський штаб Юппа Дерваля уперше викликав до лав національної збірної ФРН. Дебют 22-річного на той час гравця відбувся 17 листопада у грі відбору на Євро-1984 проти Північної Ірландії (поразка 0:1). А вже у своїй третій грі за збірну, матчі того ж турніру проти збірної Албанії, Феллер відкрив лік забитим за збірну голам. Згодом по ходу відбору він забив ще по два голи у ворота австрійців і турків, чим забезпечив собі місце у заявці на фінальну частину континентальної першості.
На полях Франції, де проходило Євро-1984, взяв участь у всіх трьох іграх групового етапу і забезпечив перемогу над Румунією (2:1), забивши обидва голи західних німців. Проте ця перемога була для них єдиною і до стадії плей-оф вони не вийшли.

### ЧС-1986
Феллер надовго забезпечив собі місце у складі німецької національної команди і, попри лише два забиті м'ячі у відборі на ЧМ-1986, поїхав з нею до Мексики, де проходила фінальна частина мундіалю.
На мексиканських полях став найкращим бомбардиром команди, забивши три голи у шести матчах. Допоміг збірній ФРН сягнути фіналу, в якому на 81-ій хвилині зрівняв рахунок гри (2:2), однак за три хвилини гравці ФРН пропустили третій гол від Аргентини, яка й стала чемпіоном світу-1986.

### Євро-1988
У відборі на Євро-1988 збірна ФРН участі не брала, оскільки саме її країну було обрано місцем проведення фінальної частинии змагання.
Безпосередньо на чемпіонаті Європи Феллер знову був основним нападником збірної, однак відзначився лише у третій грі групового етапу, забивши відразу два м'ячі у ворота збірної Іспанії. Утім саме ці голи принесли господарям турніру перемогу 2:0 у вирішальному двобої і вивели їх до стадії плей-оф. На цій стадії у півфіналі західним німцям протистояли майбутні переможці Євро, збірна Нідерландів, якій вони поступилися 1:2.

### ЧС-1990

Феллер (праворуч) святкує перемогу у фіналі ЧС-1990 з Лотаром Маттеусом

Наступним великим турніром для Феллера став чемпіонат світу 1990 року, куди збірна ФРН впевнено кваліфікувалася не без його допомоги (три голи у п'яти іграх відбору). Безпосередньо на полях Італії, де проходив тогорічний мундіаль, Руді Феллер відзначився трьома голами на груповому етапі, зробивши свій внесок у розгром югославів (4:1, один гол) і еміратців (5:1, два голи).
На стадії плей-оф Феллер голами не відзначався, натомість запам'ятався скандальним інцидентом з нідерландцем Франком Райкардом у матчі 1/8 фіналу. Після одного з епізодів гри Феллер підійшов до головного арбітра матчу і вказав на своє волосся, показуючи судді на те місце, куди плюнув Франк Райкард. В інтерв'ю журналу «Більд», Феллер розповів: «Після того як Райкард грубо зіграв проти мене, я щось крикнув йому, але не називав його «чорною мавпою»! А ось «фашист» у відповідь я почув. Я намагався поговорити з Франком, але він не хоче вступати в діалог зі мною. На полі я часто підвищую голос, як на своїх партнерів, так і на суперників, але не дозволяю собі грубощів, адже я — професіонал». Райкард дав інтерв'ю італійській газеті «Газетта делло Спорт», в якому сказав, що Феллер обізвав його «чорною мавпою», оскільки Райкард — уродженець Суринаму.
Загалом, за винятком чвертьфінальної гри, взяв участь в усіх іграх західних німців на чемпіонаті світу-1990, включаючи фінал, в якому вони взяли реванш за поразку чотирирічної давнини і мінімально здолали Аргентину (1:0), здобувши свій третій титул найсильнішої футбольної збірної світу.

### Євро-1992
За два роки, на Євро-1992, Феллер вже поїхав у статусі капітана об'єданої збірної Німеччини. Попри цей статус його участь у турнірі обмежилася першою грою групового етапу, в якій німці зіграли унічию 1:1 зі збірною СНД. Згодом команда Феллера сягнула фіналу, в якому неочікувано поступилася данцям 0:2 і стала лише віце-чемпіоном Європи.

### ЧС-1994
Останнім, шостим, великим турніром у складі збірної для Феллера став чемпіонат світу 1994 року у США. На його груповому етапі тренерський штаб команди робив ставку на молодших за віком нападників, а Феллер взяв участь лише у ключовій гри етапу проти іспанців. Але вже у стадії плей-оф саме за досвідченим форвардом було закріплене місце в «основі» бундес-тім. Він сповна відплатив за довіру тренерів, фактично принісши своїм «дублем» команді перемогу у грі 1/8 фіналу проти Бельгії (3:2). А чвертьфінальна гра проти Болгарії (поразка 1:2) стала для Руді Феллера останньою у футболці збірної.
На момент закінчення кар'єри у збірній він був автором 47 голів у 90 матчах команди, поступаючись на той час у рейтингу найрезультативніших нападників в історії збірної Німеччини лише Герду Мюллеру (68 голів).

## Кар'єра тренера
Завершивши виступи на футбольному полі, залишився у клубі «Баєр 04», де обійняв позицію спортивного директора.
Після провального для збірної Німеччини Євро-2000, на якому вона не подолала груповий етап, посівше останнє місце у своїй групі, Німецький футбольний союз прийняв відставку очільника національної команди Еріха Ріббека. Стати його наступником було запропоновано Феллеру, який на той момент не мав ані тренерського досвіду, ані відповідної ліцензії. Легендарний нападник прийняв пропозицію і 2 липня 2000 року був офіційно призначений головним тренером німецької збірної. Передбачалося, що він працюватиме з нею лише протягом року, однак згодом з огляду на позитивні результати команди його співпрацю з футбольним союзом було подовжено.

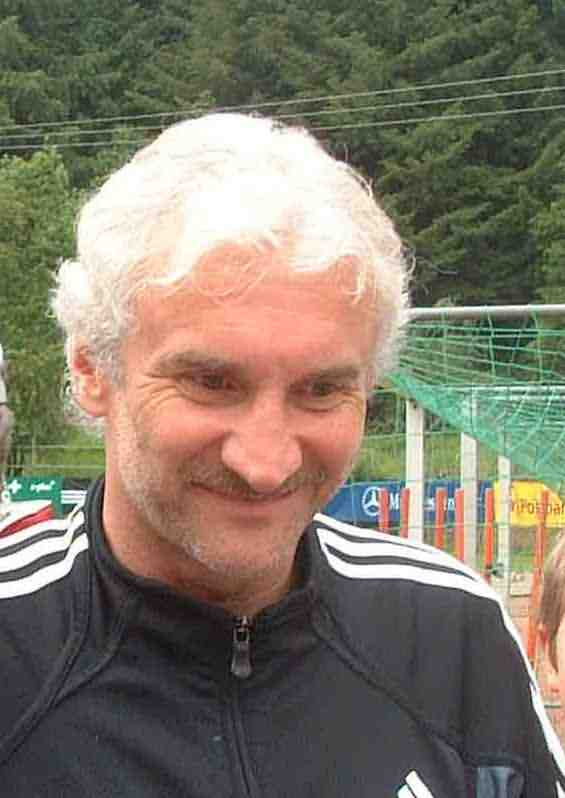
Руді Феллер у червні 2004 року

Першим завданням для Феллера-тренера була кваліфікація збірної Німеччини на чемпіонат світу 2002. По ходу відбіркового турніру команда видала декілька провальних ігор, зокрема двічі зігравши унічию з фінами, а також зазнавши принизливої домашньої поразки від англійців (1:5). Попри це врешті-решт збірна під проводом тренера-новачка із завданням виходу на чемпіонат світу впоралася, але, що найголовніше, відбулося її оновлення. У центрі поля Феллер зробив ставку на гравця свого «Баєра» Міхаеля Баллака, а згодом уперше запросив до збірної натуралізованого поляка, молодого форварда «Кайзерслаутерна» Мірослава Клозе, якому почав віддавати перевагу на вістрі атаки над досвідченим Олівером Біргоффом, і якому судилося обійти за результативністю у збірній самого Феллера, а ще згодом стати найкращим бомбардиром в історії бундес-тім.
Причому Клозе дуже швидко почав виправдовувати довіру тренера — вже на чемпіонаті світу 2002 він став найкращим бомбардиром збірної Німеччини, хоча й забив усі свої п'ять голів на груповому етапі, а у плей-оф здебільшого забивав Баллак, чиї голи виявилися єдиними і, відповідно, переможними в іграх чвертьфіналу і півфіналу. Загальний результат збірної, вихід у фінал змагання, був визнаний успішним, і Феллер продовжив працювати з командою.
Очолювані ним діючі віце-чемпіони світу впевнено подолали відбір на Євро-2004, проте їх виступ безпосередньо на континентальній першості був провальним — дві нічиї і поразка у вирішальній грі групового етапу від збірної Чехії не дозволили їм навіть вийти до плей-оф. Після такого результату Феллер залишив тренерський штаб національної команди.
Ще починаючи тренувати збірну, восени 2000 року, він деякий час очолював тренерський штаб клубу «Баєр 04». Тож після відставки зі збірної вирішив продовжити тренерську роботу на клубному рівні. 31 серпня 2004 року його було призначено очільником тренерського штабу італійської «Роми», проте вже менш ніж за місяць німець залишив Італію через незадовільні результати — «вовки» під його керівництвом здобули лише одну перемогу при чотирьох поразках у шести матчах.
Деякий час відпочивши від тренерської роботи, восени 2005 року Руді прийняв пропозицію знову очолити команду «Баєр 04». Проте й тут його команда продемонструвала невпевнену гру, і вже після п'яти ігор (дві перемоги, нічия і дві поразки) він вирішив залишити тренерську роботу. Натомість він зосередився на адміністративній роботі, адже ще з 18 січня 2005 року знову обіймав посаду спортивного директора «Баєра».

## Статистика

### Статистика клубних виступів
| Сезон                   | Команда                 | Чемпіонат               | Чемпіонат | Чемпіонат | Національні кубки | Національні кубки | Національні кубки | Єврокубки | Єврокубки | Єврокубки | Усього | Усього |
| Сезон                   | Команда                 | Ліга                    | Ігри      | Голи      |                   | Ігри              | Голи              |           | Ігри      | Голи      | Ігри   | Голи   |
| ----------------------- | ----------------------- | ----------------------- | --------- | --------- | ----------------- | ----------------- | ----------------- | --------- | --------- | --------- | ------ | ------ |
| 1977-78                 | «Кікерс» (Офенбах)      | Д-2                     | 5         | 1         |                   | —                 | —                 |           | —         | —         | 5      | 1      |
| 1978-79                 | «Кікерс» (Офенбах)      | Д-2                     | 31        | 11        | КН                | 1                 | 2                 |           | —         | —         | 32     | 13     |
| 1979-80                 | «Кікерс» (Офенбах)      | Д-2                     | 38        | 7         | КН                | 5                 | 2                 |           | —         | —         | 43     | 9      |
| Усього за «Кікерс»      | Усього за «Кікерс»      | Усього за «Кікерс»      | 74        | 19        |                   | 6                 | 4                 |           | 0         | 0         | 80     | 23     |
| 1980-81                 | «Мюнхен 1860»           | Д-1                     | 33        | 9         | КН                | 2                 | 1                 |           | —         | —         | 35     | 10     |
| 1981-82                 | «Мюнхен 1860»           | Д-2                     | 37        | 37        | КН                | 2                 | 2                 |           | —         | —         | 39     | 39     |
| Усього за «Мюнхен 1860» | Усього за «Мюнхен 1860» | Усього за «Мюнхен 1860» | 70        | 46        |                   | 4                 | 3                 |           | 0         | 0         | 74     | 49     |
| 1982-83                 | «Вердер» (Бремен)       | Д-1                     | 31        | 23        | КН                | 1                 | 2                 | КУ        | 4         | 5         | 36     | 30     |
| 1983-84                 | «Вердер» (Бремен)       | Д-1                     | 31        | 18        | КН                | 4                 | 1                 | КУ        | 4         | 0         | 39     | 19     |
| 1984-85                 | «Вердер» (Бремен)       | Д-1                     | 32        | 25        | КН                | 4                 | 1                 | КУ        | 2         | 0         | 38     | 26     |
| 1985-86                 | «Вердер» (Бремен)       | Д-1                     | 13        | 9         | КН                | 1                 | 1                 | КУ        | 1         | 0         | 15     | 10     |
| 1986-87                 | «Вердер» (Бремен)       | Д-1                     | 30        | 22        | КН                | 1                 | 0                 | КУ        | 1         | 0         | 32     | 22     |
| Усього за «Вердер»      | Усього за «Вердер»      | Усього за «Вердер»      | 137       | 97        |                   | 11                | 5                 |           | 12        | 5         | 149    | 102    |
| 1987-88                 | «Рома» (Рим)            | Д-1                     | 21        | 3         | КІ                | 7                 | 2                 |           | —         | —         | 28     | 5      |
| 1988-89                 | «Рома» (Рим)            | Д-1                     | 29        | 10        | КІ                | 7                 | 3                 | КУ        | 6         | 2         | 42     | 15     |
| 1989-90                 | «Рома» (Рим)            | Д-1                     | 32        | 14        | КІ                | 6                 | 2                 |           | —         | —         | 38     | 16     |
| 1990-91                 | «Рома» (Рим)            | Д-1                     | 30        | 11        | КІ                | 10                | 4                 | КУ        | 12        | 10        | 52     | 25     |
| 1991-92                 | «Рома» (Рим)            | Д-1                     | 30        | 7         | КІ                | 2                 | 0                 | КК        | 4         | 0         | 37     | 7      |
| 1991-92                 | «Рома» (Рим)            | Д-1                     | 30        | 7         | СК                | 1                 | 0                 | КК        | 4         | 0         | 37     | 7      |
| Усього за «Рому»        | Усього за «Рому»        | Усього за «Рому»        | 142       | 45        |                   | 33                | 11                |           | 22        | 12        | 197    | 68     |
| 1992-93                 | «Олімпік» (Марсель)     | Д-1                     | 33        | 18        | КФ                | 3                 | 2                 | ЛЧ        | 8         | 2         | 44     | 22     |
| 1993-94                 | «Олімпік» (Марсель)     | Д-1                     | 25        | 6         | КФ                | 4                 | 0                 |           | —         | —         | 29     | 6      |
| Усього за «Олімпік»     | Усього за «Олімпік»     | Усього за «Олімпік»     | 58        | 24        |                   | 7                 | 2                 |           | 8         | 2         | 73     | 28     |
| 1994-95                 | «Баєр» (Леверкузен)     | Д-1                     | 30        | 16        | КН                | 1                 | 0                 | КУ        | 3         | 0         | 34     | 16     |
| 1995-96                 | «Баєр» (Леверкузен)     | Д-1                     | 32        | 10        | КН                | 5                 | 2                 | КУ        | 2         | 2         | 39     | 14     |
| Усього за «Баєр»        | Усього за «Баєр»        | Усього за «Баєр»        | 62        | 26        |                   | 6                 | 2                 |           | 5         | 2         | 73     | 30     |
| Загалом                 | Загалом                 | Д-1                     | 432       | 201       |                   | 67                | 27                |           | 47        | 21        | 657    | 305    |
| Загалом                 | Загалом                 | Д-2                     | 111       | 56        |                   | 67                | 27                |           | 47        | 21        | 657    | 305    |

### Статистика виступів за збірну
| Дата       | Місто              | Господарі         | Результат               | Гості             | Турнір                | Голи | Примітки            |
| ---------- | ------------------ | ----------------- | ----------------------- | ----------------- | --------------------- | ---- | ------------------- |
| 17-11-1982 | Белфаст            | Північна Ірландія | 1 – 0                   | Німеччина         | Відбір до ЧЄ 1984     | -    |                     |
| 23-2-1983  | Лісабон            | Португалія        | 1 – 0                   | Німеччина         | товариський матч      | -    |                     |
| 30-3-1983  | Тирана             | Албанія           | 1 – 2                   | Німеччина         | Відбір до ЧЄ 1984     | 1    |                     |
| 23-4-1983  | Ізмір              | Туреччина         | 0 – 3                   | Німеччина         | Відбір до ЧЄ 1984     | -    |                     |
| 27-4-1983  | Відень             | Австрія           | 0 – 0                   | Німеччина         | Відбір до ЧЄ 1984     | -    |                     |
| 7-6-1983   | Люксембург         | Німеччина         | 4 – 2                   | Югославія         | товариський матч      | -    |                     |
| 7-9-1983   | Будапешт           | Угорщина          | 1 – 1                   | Німеччина         | товариський матч      | 1    |                     |
| 5-10-1983  | Гельзенкірхен      | Німеччина         | 3 – 0                   | Австрія           | Відбір до ЧЄ 1984     | 2    |                     |
| 26-10-1983 | Берлін             | Німеччина         | 5 – 1                   | Туреччина         | Відбір до ЧЄ 1984     | 2    |                     |
| 20-11-1983 | Саарбрюккен        | Німеччина         | 2 – 1                   | Албанія           | Відбір до ЧЄ 1984     | -    |                     |
| 15-2-1984  | Варна              | Німеччина         | 3 – 2                   | Болгарія          | товариський матч      | 1    |                     |
| 29-2-1984  | Брюссель           | Бельгія           | 0 – 1                   | Німеччина         | товариський матч      | 1    |                     |
| 28-3-1984  | Ганновер           | Німеччина         | 2 – 1                   | СРСР              | товариський матч      | 1    |                     |
| 18-4-1984  | Страсбург          | Німеччина         | 0 – 1                   | Франція           | товариський матч      | -    |                     |
| 22-5-1984  | Цюрих              | Італія            | 0 – 1                   | Німеччина         | товариський матч      | -    |                     |
| 14-6-1984  | Страсбург          | Німеччина         | 0 – 0                   | Португалія        | ЧЄ 1984 - 1-й етап    | -    |                     |
| 17-6-1984  | Ланс               | Німеччина         | 2 – 1                   | Румунія           | ЧЄ 1984 - 1-й етап    | 2    |                     |
| 20-6-1984  | Париж              | Іспанія           | 1 – 0                   | Німеччина         | ЧЄ 1984 - 1-й етап    | -    |                     |
| 12-9-1984  | Дюссельдорф        | Німеччина         | 1 – 3                   | Аргентина         | товариський матч      | -    |                     |
| 17-10-1984 | Кельн              | Німеччина         | 2 – 0                   | Швеція            | Відбір до ЧС 1986     | -    |                     |
| 16-12-1984 | Та-Калі            | Мальта            | 2 – 3                   | Німеччина         | Відбір до ЧС 1986     | -    |                     |
| 29-1-1985  | Гамбург            | Німеччина         | 0 – 1                   | Угорщина          | товариський матч      | -    |                     |
| 24-2-1985  | Лісабон            | Португалія        | 1 – 2                   | Німеччина         | Відбір до ЧС 1986     | 1    |                     |
| 27-3-1985  | Саарбрюккен        | Німеччина         | 6 – 0                   | Мальта            | Відбір до ЧС 1986     | -    |                     |
| 17-4-1985  | Аугсбург           | Німеччина         | 4 – 1                   | Болгарія          | товариський матч      | 2    |                     |
| 30-4-1985  | Прага              | Чехословаччина    | 1 – 5                   | Німеччина         | Відбір до ЧС 1986     | -    |                     |
| 15-6-1985  | Мехіко             | Мексика           | 2 – 0                   | Німеччина         | товариський матч      | -    |                     |
| 26-8-1985  | Москва             | СРСР              | 1 – 0                   | Німеччина         | товариський матч      | -    |                     |
| 25-9-1985  | Стокгольм          | Швеція            | 2 – 2                   | Німеччина         | Відбір до ЧС 1986     | 1    |                     |
| 11-5-1986  | Бохум              | Німеччина         | 1 – 1                   | Югославія         | товариський матч      | 1    |                     |
| 14-5-1986  | Дортмунд           | Німеччина         | 3 – 1                   | Нідерланди        | товариський матч      | 2    |                     |
| 4-6-1986   | Керетаро           | Уругвай           | 1 – 1                   | Німеччина         | ЧС 1986 - 1-й етап    | -    |                     |
| 6-6-1986   | Керетаро           | Німеччина         | 2 – 1                   | Шотландія         | ЧС 1986 - 1-й етап    | 1    |                     |
| 13-6-1986  | Керетаро           | Данія             | 2 – 0                   | Німеччина         | ЧС 1986 - 1-й етап    | -    |                     |
| 17-6-1986  | Монтеррей          | Німеччина         | 1 – 0                   | Марокко           | ЧС 1986 - 1/8 фіналу  | -    |                     |
| 25-6-1986  | Гвадалахара        | Німеччина         | 2 – 0                   | Франція           | ЧС 1986 - півфінал    | 1    |                     |
| 29-6-1986  | Мехіко             | Аргентина         | 3 – 2                   | Німеччина         | ЧС 1986 - Фінал       | 1    | віце-чемпіони світу |
| 24-9-1986  | Копенгаген         | Данія             | 0 – 2                   | Німеччина         | товариський матч      | -    |                     |
| 29-10-1986 | Відень             | Австрія           | 1 – 4                   | Німеччина         | товариський матч      | 1    |                     |
| 25-3-1987  | Тель-Авів          | Ізраїль           | 0 – 2                   | Німеччина         | товариський матч      | -    |                     |
| 18-4-1987  | Кельн              | Німеччина         | 0 – 0                   | Італія            | товариський матч      | -    |                     |
| 12-8-1987  | Берлін             | Німеччина         | 2 – 1                   | Франція           | товариський матч      | 2    |                     |
| 9-9-1987   | Дюссельдорф        | Німеччина         | 3 – 1                   | Англія            | товариський матч      | -    |                     |
| 23-9-1987  | Гамбург            | Німеччина         | 1 – 0                   | Данія             | товариський матч      | 1    |                     |
| 14-10-1987 | Гельзенкірхен      | Німеччина         | 1 – 1                   | Швеція            | товариський матч      | -    |                     |
| 31-3-1988  | Берлін             | Німеччина         | 1 – 1                   | Швеція            | товариський матч      | 1    |                     |
| 2-4-1988   | Берлін             | Німеччина         | 1 – 0                   | Аргентина         | товариський матч      | -    |                     |
| 27-4-1988  | Кайзерслаутерн     | Німеччина         | 1 – 0                   | Швейцарія         | товариський матч      | -    |                     |
| 4-6-1988   | Бремен             | Німеччина         | 1 – 1                   | Югославія         | товариський матч      | -    |                     |
| 10-6-1988  | Дюссельдорф        | Німеччина         | 1 – 1                   | Італія            | ЧЄ 1988 - 1-й етап    | -    |                     |
| 14-6-1988  | Гельзенкірхен      | Німеччина         | 2 – 0                   | Данія             | ЧЄ 1988 - 1-й етап    | -    |                     |
| 17-6-1988  | Мюнхен             | Німеччина         | 2 – 0                   | Іспанія           | ЧЄ 1988 - 1-й етап    | 2    |                     |
| 21-6-1988  | Гамбург            | Німеччина         | 1 – 2                   | Нідерланди        | ЧЄ 1988 - півфінал    | -    |                     |
| 31-8-1988  | Гельсінкі          | Фінляндія         | 0 – 4                   | Німеччина         | Відбір до ЧС 1990     | 2    |                     |
| 19-10-1988 | Мюнхен             | Німеччина         | 0 – 0                   | Нідерланди        | Відбір до ЧС 1990     | -    |                     |
| 22-3-1989  | Софія (місто)      | Болгарія          | 1 – 2                   | Німеччина         | товариський матч      | 1    |                     |
| 26-4-1989  | Роттердам          | Нідерланди        | 1 – 1                   | Німеччина         | Відбір до ЧС 1990     | -    |                     |
| 31-5-1989  | Кардіфф            | Уельс             | 0 – 0                   | Німеччина         | Відбір до ЧС 1990     | -    | кап.                |
| 4-10-1989  | Дортмунд           | Німеччина         | 6 – 1                   | Фінляндія         | Відбір до ЧС 1990     | 1    |                     |
| 25-4-1990  | Штутгарт           | Німеччина         | 3 – 3                   | Уругвай           | товариський матч      | 1    |                     |
| 26-5-1990  | Дюссельдорф        | Німеччина         | 1 – 0                   | Чехословаччина    | товариський матч      | -    |                     |
| 30-5-1990  | Гельзенкірхен      | Німеччина         | 1 – 0                   | Данія             | товариський матч      | 1    |                     |
| 10-6-1990  | Мілан              | Югославія         | 1 – 4                   | Німеччина         | ЧС 1990 - 1-й етап    | 1    |                     |
| 15-6-1990  | Мілан              | Німеччина         | 5 – 1                   | ОАЕ               | ЧС 1990 - 1-й етап    | 2    |                     |
| 19-6-1990  | Мілан              | Колумбія          | 1 – 1                   | Німеччина         | ЧС 1990 - 1-й етап    | -    |                     |
| 24-6-1990  | Мілан              | Німеччина         | 2 – 1                   | Нідерланди        | ЧС 1990 - 1/8 фіналу  | -    |                     |
| 4-7-1990   | Турин              | Німеччина         | 1 – 1 д.ч. (4 - 3 п.п.) | Англія            | ЧС 1990 - півфінал    | -    |                     |
| 8-7-1990   | Рим                | Німеччина         | 1 – 0                   | Аргентина         | ЧС 1990 - Фінал       | -    | чемпіони світу      |
| 29-8-1990  | Лісабон            | Португалія        | 1 – 1                   | Німеччина         | товариський матч      | -    |                     |
| 10-10-1990 | Стокгольм          | Швеція            | 1 – 3                   | Німеччина         | товариський матч      | 1    |                     |
| 31-10-1990 | Люксембург         | Люксембург        | 2 – 3                   | Німеччина         | Відбір до ЧЄ 1992     | 1    |                     |
| 19-12-1990 | Штутгарт           | Німеччина         | 4 – 0                   | Швейцарія         | товариський матч      | 1    |                     |
| 27-3-1991  | Франкфурт-на-Майні | Німеччина         | 2 – 1                   | СРСР              | товариський матч      | -    |                     |
| 1-5-1991   | Ганновер           | Німеччина         | 1 – 0                   | Бельгія           | Відбір до ЧЄ 1992     | -    |                     |
| 5-6-1991   | Кардіфф            | Уельс             | 1 – 0                   | Німеччина         | Відбір до ЧЄ 1992     | -    |                     |
| 16-10-1991 | Нюрнберг           | Німеччина         | 4 – 1                   | Уельс             | Відбір до ЧЄ 1992     | 1    |                     |
| 20-11-1991 | Брюссель           | Бельгія           | 0 – 1                   | Німеччина         | Відбір до ЧЄ 1992     | 1    |                     |
| 18-12-1991 | Леверкузен         | Німеччина         | 4 – 0                   | Люксембург        | Відбір до ЧЄ 1992     | -    |                     |
| 25-3-1992  | Турин              | Італія            | 1 – 0                   | Німеччина         | товариський матч      | -    |                     |
| 22-4-1992  | Прага              | Чехословаччина    | 1 – 1                   | Німеччина         | товариський матч      | -    | кап.                |
| 30-5-1992  | Гельзенкірхен      | Німеччина         | 1 – 0                   | Туреччина         | товариський матч      | 1    | кап.                |
| 2-6-1992   | Бремен             | Німеччина         | 1 – 1                   | Північна Ірландія | товариський матч      | -    | кап.                |
| 12-6-1992  | Норрчепінг         | СНД               | 1 – 1                   | Німеччина         | ЧЄ 1992 - 1-й етап    | -    | кап.                |
| 14-10-1992 | Дрезден            | Німеччина         | 1 – 1                   | Мексика           | товариський матч      | 1    |                     |
| 29-5-1994  | Ганновер           | Німеччина         | 0 – 2                   | Ірландія          | товариський матч      | -    |                     |
| 8-6-1994   | Торонто            | Канада            | 0 – 2                   | Німеччина         | товариський матч      | 1    |                     |
| 21-6-1994  | Чикаго             | Іспанія           | 1 – 1                   | Німеччина         | ЧС 1994 - 1-й етап    | -    |                     |
| 2-7-1994   | Чикаго             | Німеччина         | 3 – 2                   | Бельгія           | ЧС 1994 - 1/8 фіналу  | 2    |                     |
| 10-7-1994  | Нью-Йорк           | Болгарія          | 2 – 1                   | Німеччина         | ЧС 1994 - чвертьфінал | -    |                     |
| Усього     |                    | Матчів (13 місце) | 90                      |                   | Голів (4 місце)       | 47   |                     |

### Тренерська статистика
| Команда   | З               | По                | Статистика | Статистика | Статистика | Статистика | Статистика | Статистика |
| Команда   | З               | По                | І          | В          | Н          | П          | В %        | Дов.       |
| --------- | --------------- | ----------------- | ---------- | ---------- | ---------- | ---------- | ---------- | ---------- |
| Німеччина | 2 липня 2000    | 24 червня 2004    | 53         | 29         | 11         | 13         | 54,72      | [ 2 ]      |
| «Баєр 04» | 21 жовтня 2000  | 11 листопада 2000 | 7          | 5          | 2          | 0          | 71,43      | [ 3 ]      |
| «Рома»    | 31 серпня 2004  | 27 вересня 2004   | 6          | 1          | 1          | 4          | 16,67      | [ 4 ]      |
| «Баєр 04» | 16 вересня 2005 | 9 жовтня 2005     | 5          | 2          | 1          | 2          | 40,00      | [ 3 ]      |
| Усього    | Усього          | Усього            | 71         | 37         | 15         | 19         | 52,11      | —          |

## Титули і досягнення
| Збірна Німеччини - Чемпіон світу: 1990 - Віце-чемпіон світу: 1986 - Віце-чемпіон Європи: 1992 «Рома» - Кубок Італії: 1991 - Фіналіст Кубка УЄФА: 1991 «Марсель» - Ліга Чемпіонів: 1993 - Чемпіон Франції: 1993 (титул скасований через скандал) | Збірна Німеччини - Віце-чемпіон світу: 2002 - Футболіст року в Німеччині: 1983 - Найкращий бомбардир бундесліги: 1983 |